# 5475 Hanskennedy
Az 5475 Hanskennedy (1989 QO) egy kisbolygó a Naprendszerben. Robert H. McNaught fedezte fel 1989. augusztus 26-án.